# Еймер Ламб
Еймер Ламб (англ. Eimear Lambe, нар. 11 серпня 1997) — ірландська веслувальниця, бронзова призерка Олімпійських ігор 2020 року.

## Виступи на Олімпіадах
| Олімпіада  | Дисципліна | Місце |
| ---------- | ---------- | ----- |
| Токіо 2020 | четвірки   | 3     |
| Париж 2024 | четвірки   | 7     |

## Зовнішні посилання
- Еймер Ламб [Архівовано 1 вересня 2021 у Wayback Machine.] на сайті FISA.